# Sant'Angelo in Vado
Sant'Angelo in Vado est une commune italienne de la province de Pesaro et Urbino, dans la région Marches.

## Histoire
Sant'Angelo in Vado se dresse sur les ruines de l'ancienne ville romaine de Tifernum Mataurense, un nom qui dérive de tipher ou tifia, une plante aquatique qui pousse dans les zones marécageuses. L'étude du plan de Tifernum, reconstitué sur la base des informations obtenues à partir des opérations de fouilles et des interprétations photographiques aériennes, conduit à constater que la ville avait une forme carrée, avec les classiques decumanus et cardo croisés selon le type urbain de le castrum. L'existence de l'ancienne commune romaine est attestée par les nombreuses découvertes archéologiques trouvées et aujourd'hui conservées dans l'Antiquarium de la ville. 
- La Domus del Mito (fin du Ier siècle av. J.-C.)
- Les thermes romains

## Administration
| Période                                  | Période | Identité | Étiquette | Qualité |
| ---------------------------------------- | ------- | -------- | --------- | ------- |
|                                          |         |          |           |         |
| Les données manquantes sont à compléter. |         |          |           |         |

### Communes limitrophes
Apecchio, Belforte all'Isauro, Carpegna, Mercatello sul Metauro, Peglio, Piandimeleto, Urbania, Urbino.

### Montaigne à Sant'Angelo
Montaigne en 1581 a transité par Sant'Angelo in Vado lors de ses voyages en Italie, pour son trajet entre Urbino et Sansepolcro.

« Le Dimanche matin nous vinmes le long d’une pleine assés fertile & les couteaus d’autour, & passames premieremant une petite bele vile, S.Angelo, apartenant audit Duc, le long de Metaurus, aïant des avenues fort beles. Nous y trouvasmes en la ville des petites reines du micareme parce que c’étoit la veille du premier jour de Mai. »

— Journal du voyage de Michel de Montaigne en Italie par la Suisse et l’Allemagne en 1580 et 1581.

### Personnalités liées à la ville
- Francesco Mancini (1679-1758), peintre baroque et rococo né à Sant'Angelo in Vado.
- Ottaviano Volpelli (XVIe siècle), juriste du duché d'Urbino et écrivain italien de la Renaissance, natif de Sant'Angelo in Vado.
- Taddeo Zuccari et Federico Zuccari, deux frères peintres originaires de Sant'Angelo in Vado.
- Mario Spezi, journaliste et écrivain.
- Niccolò Fortebraccio, condottiere.
- Prospero Fagnani Boni (1588-1678), canoniste et moraliste.